# حرف تي بارب

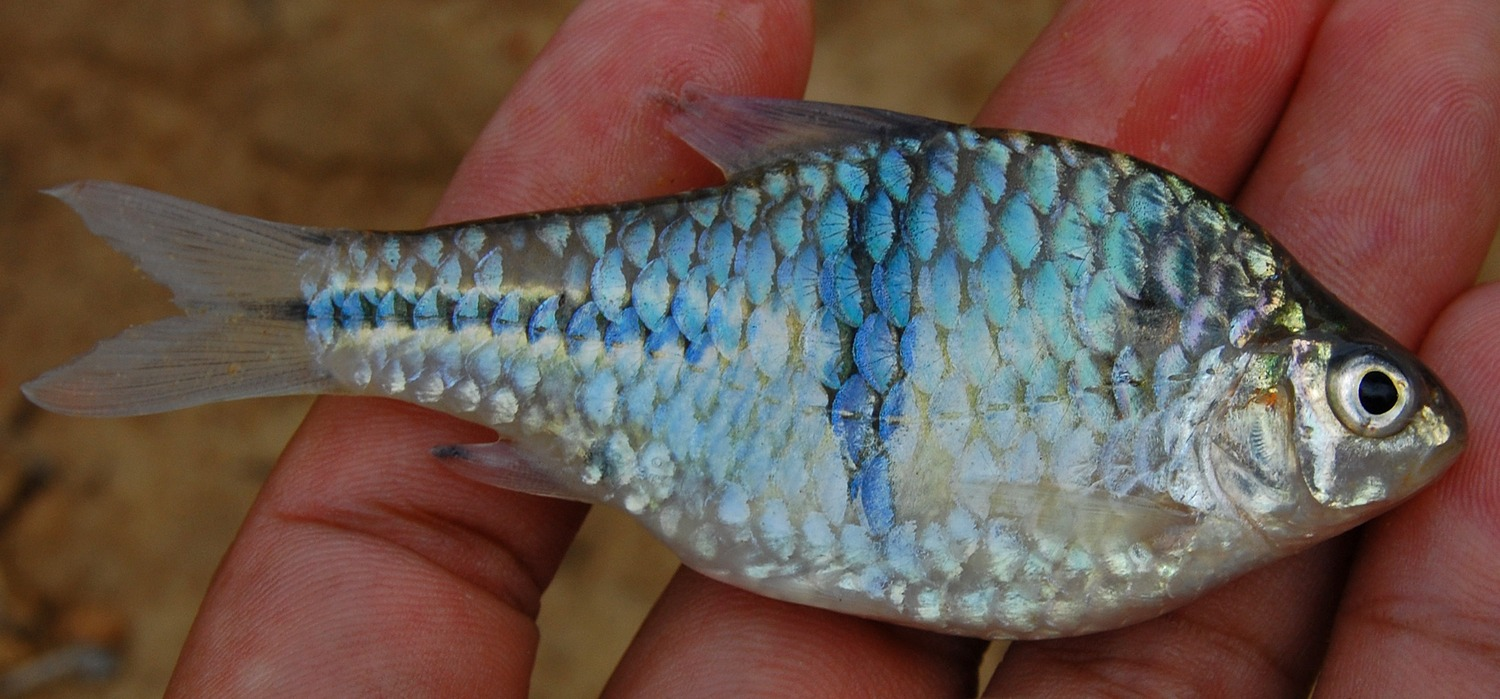

حرف تي بارب (بالإنجليزية: Spanner barb) تنتمي لعائلة شبوطيات شبوطيات .